# Metropolitana di Kazan'
La metropolitana di Kazan' è una rete di trasporto pubblico di tipo metropolitana che serve la città di Kazan', in Russia.

## Linee
| # | Nome               | Apertura | Lunghezza | N° stazioni |
| - | ------------------ | -------- | --------- | ----------- |
| 1 | Linea Central'naja | 2005     | 16,7 km   | 11          |

## Stazioni
|  |  |  |  |  |  |                   |
|  |  |  |  |  |  | Aviastroitel'naja |
|  |  |  |  |  |  | Severnyj Voksal   |
|  |  |  |  |  |  | Jaš'lek           |
|  |  |  |  |  |  | Koz'ja Sloboda    |
|  |  |  |  |  |  | Kremlëvskaja      |
|  |  |  |  |  |  | Ploščad' Tukaja   |
|  |  |  |  |  |  | Sukonnaja Sloboda |
|  |  |  |  |  |  | Amet'evo          |
|  |  |  |  |  |  | Gorki             |
|  |  |  |  |  |  | Prospekt Pobedy   |
|  |  |  |  |  |  | Dubravnaja        |